# The Lonely Villa
The Lonely Villa is een Amerikaanse stomme en korte film uit 1909 onder regie van D.W. Griffith. De film is gebaseerd op een toneelstuk van André de Lorde.

## Verhaal
Een groep dieven lokt een rijke man uit zijn huis zodat ze het huis kunnen beroven en zijn vrouw en kinderen kunnen bedreigen. De familie sluit zich op in een kamer, maar zijn niet lang veilig. Als de vader erachter komt wat er aan de hand is, moet hij een race tegen de klok beginnen om zijn gezin te redden van de gemene dieven.

## Rolverdeling
| Acteur            | Personage               |
| ----------------- | ----------------------- |
| David Miles       | Robert Cullison         |
| Marion Leonard    | -                       |
| Mary Pickford     | Dochter                 |
| Gladys Egan       | Dochter                 |
| Adele DeGarde     | Dochter                 |
| Owen Moore        | Dief                    |
| Mack Sennett      | Butler / Agent          |
| James Kirkwood    | Helper                  |
| Florence Lawrence | Mevrouw Robert Cullison |